# 满洲纸工
满洲纸工株式会社是曾位于满洲国奉天市的一家主要生产板纸的产业会社，其旧址位于中国辽宁省沈阳市铁西区。

## 历史沿革
1936年10月，满洲纸工株式会社在奉天市设立，由冈崎孝平任常务董事。该公司由大阪地区的制纸批发商共同出资200万元成立，主要以稻草和废纸为原料生产板纸，年产能达12900吨。作为满洲地区首家从事板纸制造的企业，其产品主要用作马口铁罐和木箱的替代品，广泛应用于纸罐和纸箱的制造。公司设立的背景与当时对替代包装材料需求的日益增长密切相关。满洲纸工具有典型的殖民地企业劳动力结构，即少数殖民管理者和技术人员管理大量本地劳工。1941年初，满洲纸工共有员工453人，其中日籍员工42人，中籍员工409人，朝鲜籍员工2人。但据1940年末至1941年初由满铁调查局进行的一次工厂实态调查显示，该公司的劳工年流动率高达173%，这意味着在一年之内，工厂替换的劳工总数几乎是其员工总数的1.7倍。
1945年8月，随着苏联红军进入满洲，日本在满洲国的统治宣告结束，满洲纸工株式会社的实际生产经营活动也随之停止。1950年10月25日，据日本政府发布的《官报》记载，满洲纸工作为一家在外会社，由岩崎喜三郎日本大阪府正式注销。